# Грејт Нек Естејтс (Њујорк)
Грејт Нек Естејтс (енгл. Great Neck Estates) град је у америчкој савезној држави Њујорк.

## Демографија
По попису из 2010. године број становника је 2.761, што је 5 (0,2%) становника више него 2000. године.
| Група             | 2000.         | 2010.         |
| Белци             | 2.495 (90,5%) | 2.336 (84,6%) |
| Афроамериканци    | 26 (0,9%)     | 22 (0,8%)     |
| Азијати           | 133 (4,8%)    | 281 (10,2%)   |
| Хиспаноамериканци | 72 (2,6%)     | 80 (2,9%)     |
| Укупно            | 2.756         | 2.761         |